# Neonotonia verdcourtii
Neonotonia verdcourtii är en ärtväxtart som beskrevs av Duane Isely. Neonotonia verdcourtii ingår i släktet Neonotonia och familjen ärtväxter. Inga underarter finns listade i Catalogue of Life.